# Azzedine Rahim
Pour les articles homonymes, voir Rahim.
 (octobre 2011).
Si vous disposez d'ouvrages ou d'articles de référence ou si vous connaissez des sites web de qualité traitant du thème abordé ici, merci de compléter l'article en donnant les références utiles à sa vérifiabilité et en les liant à la section « Notes et références ».
Azzedine Rahim (en arabe : عز الدين رحيم), est un footballeur international algérien né le 31 mars 1972 à Alger. Il évolue une grande partie de sa carrière à l'USM Alger, son club formateur. En 1996, alors qu'il est sur la pente ascendante, sa carrière bascule lorsqu'il contracte une grave blessure au genou.
Il compte neuf sélections en équipe nationale entre 1995 et 1996.

## Biographie
Azzedine Rahim grandit à la Casbah d'Alger et commence la pratique du football à l'USM Alger. Il se fait rapidement remarquer et, c'est en 1987, qu'il joue son premier match en senior à l'âge de 15 ans et demi face à l'USM El Harrach alors qu'il n'est encore que cadet. Lors de la saison 1994-1995, il participe grandement à l'accession de son club en première division après cinq ans passés en D2.

### Blessure
En 1996, Azzedine est au sommet de son art et représente l'un des plus grands espoirs du football algérien. En contacts avancés avec le club belge du FC Malines, et dans le viseur d'autres clubs en France (Olympique de Marseille, Le Havre) et au Portugal, sa carrière bascule lorsque, lors du derby algérois face au MC Alger, le défenseur Tarek Lazizi le fauche et le blesse gravement au niveau du genou, lui causant ainsi une rupture des ligaments croisés et latéraux. Sa convalescence dure plus de deux ans, et nécessite son départ à Salt Lake City, aux États-Unis pour bénéficier des soins du Dr. Tom Rosenberg.

### Retour
À son retour à la compétition en 1999, Rahim ne parvient pas à s'imposer au sein de l'effectif de l'USMA, le joueur déplore le manque de confiance placée en lui, malgré le fait que le championnat se déroule sans relégation. Il dépose alors ses valises à l'OM rouisseau puis a Constantine pour évoluer au CSC local.